# Rodrigo (nombre)

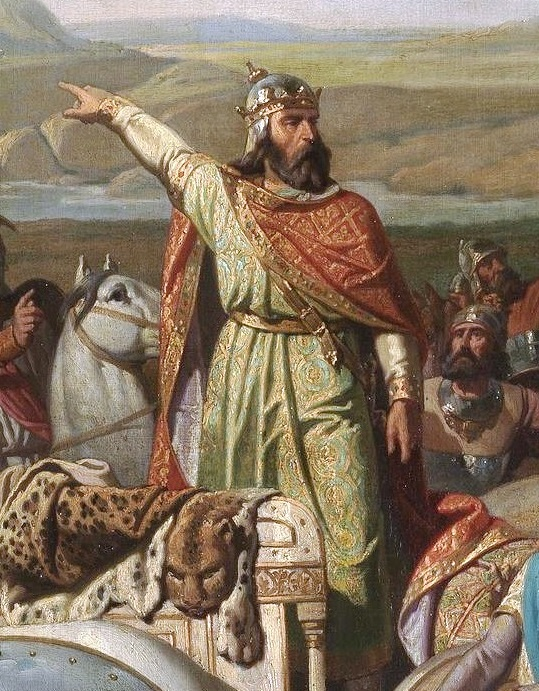
Don Rodrigo, Rey de los Visigodos.

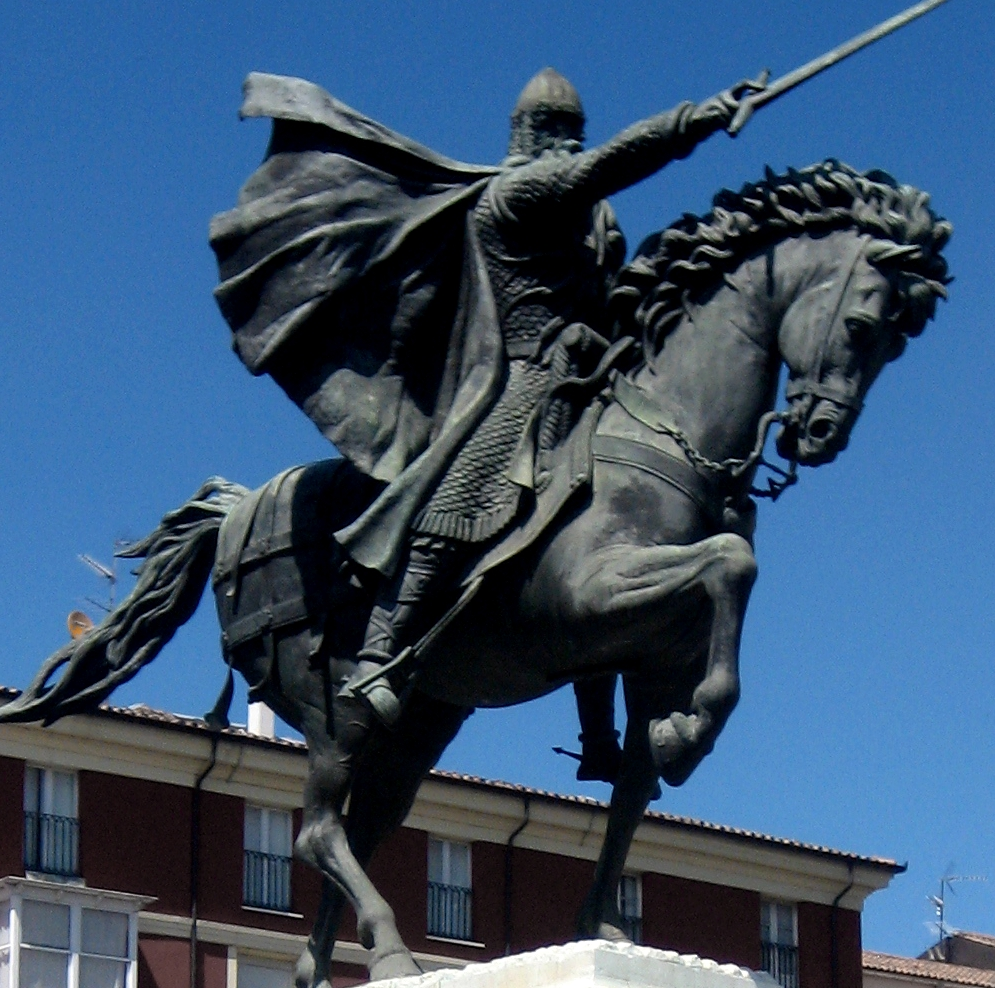
Rodrigo Díaz de Vivar 'El Cid'.

Rodrigo (< gótico hrod, 'fama, gloria' y reiks 'poderoso, rico) es  nombre de pila masculino de origen germánico que significa "guerrero con fama", "guerrero famoso ". Otras versiones del nombre suelen ser: Roderick en inglés, Hrodric en antiguo alto alemán, Hroðricus en inglés antiguo, Hrœrekr (noruego, islandés) y Hrørīkr o Rørik (danés, sueco) en nórdico antiguo. También aparece en Beowulf como Hrēðrīk. Su versión latinizada es Rodericus y su versión arcaica en español es Roderico, del que derivan los hipocorísticos Rui o Ruy y el patronímico Ruiz. 
El nombre es muy común en los países de habla hispana. A América llegó proveniente de España y, en menor medida, de Portugal. De este nombre deriva el patronímico Rodríguez, hijo de Rodrigo, usado como apellido.
Los personajes históricos más conocidos con este nombre fueron el último rey visigodo de España, Don Rodrigo o, simplemente, Rodrigo; y Rodrigo Díaz de Vivar, más conocido como el Cid Campeador.

## Traducciones en otros idiomas
| Variantes en otras lenguas |                                                 |
| Español                    | Rodrigo                                         |
| Catalán                    | Roderic                                         |
| Alemán                     | Roderich                                        |
| Árabe                      | لذريق (Ludhriq)                                 |
| Vasco                      | Edrigu, Errodeika                               |
| Francés                    | Rodrigue                                        |
| Galés                      | Rhodri                                          |
| Gallego                    | Roi                                             |
| Húngaro                    | Rodrigó                                         |
| Idiomas eslavos            | Roderik, Roderyk, Rodryg, Rurik                 |
| Idiomas germánicos         | Roderic, Roderich, Roderick, Roderik, Ruderic   |
| Inglés                     | Rodrick                                         |
| Irlandés                   | Ruaidhrí, Ruairí, Ruaraidh, Rudhraighe          |
| Italiano                   | Roderico, Roderigo, Rodorico, Ruderico, Rodrigo |
| Latín                      | Rodericum, Rodericus, Ruricus                   |
| Portugués                  | Rodrigo, Rui                                    |
| Ruso                       | Родрик (Rodrik)                                 |
| Coreano                    | 호드리고, 로드리고                              |

## Santoral
- 13 de marzo
- San Rodrigo

## Personajes con el nombre
- Rodrigo Díaz de Vivar, El Cid Campeador, guerrero castellano (1043-1099), Poema del Mío Cid.
- Rodrigo, último rey de los visigodos.
- Rodrigo de Triana, marinero español que ha pasado a la historia por ser el primero de la expedición en avistar tierra americana desde la carabela La Pinta.
- Rodrigo Bernal, botánico colombiano.
- Rodrigo Borja Cevallos, 36° Presidente Constitucional de la República del Ecuador entre 1988 y 1992.
- Rodrigo Caro, escritor español (1573-1647).
- Rodrigo Cortés, guionista.
- Rodrigo Fresán, periodista y escritor argentino.
- Rodrigo Nehme, actor mexicano.
- Rodrigo Palacio, futbolista argentino.
- Rodrigo Rato, político y banquero español.
- Rodrigo De La Serna, actor argentino
- Rodrigo Manrique, gran maestre de la Orden de Santiago.
- Rodrigo Sorogoyen, director de cine, galardonado con los premios Goya 2019 a mejor director y al mejor guion original -compartido con Isabel Peña.
- Rodrigo de la Calle. Chef de cocina, 1 Estrella Michelin, 2 Soles Repsol.
- Joaquín Rodrigo, o simplemente Maestro Rodrigo, compositor musical español, su obra más famosa " El concierto de Aranjuez".
- Rodrigo Hernández. Jugador de la selección española de futbol, ganador del balón de oro 2024.